# Stazione di Manulla Junction
La stazione di Manulla Junction  è una stazione ferroviaria della  Westport–Portarlington e della Manulla-Ballina che fornisce servizio nella contea di Mayo, Irlanda. La stazione funge solo da nodo ferroviario tra queste due linee e nessuno può accedervi dall'esterno o lasciarla.

## Storia
La stazione fu aperta il 1º maggio 1868

## Strutture ed impianti
La stazione è dotata di due binari.

## Servizi ferroviari
- InterCity Dublino Heuston-Westport
- InterCity Dublino Heuston-Ballina
- Manulla-Ballina

## Servizi
- Servizi igienici
- Capolinea autolinee
- Biglietteria a sportello
- Biglietteria self-service
- Distribuzione automatica cibi e bevande